# Campionati europei di atletica leggera 1969
I IX campionati europei di atletica leggera si sono tenuti ad Atene, in Grecia, dal 16 al 21 settembre del 1969 allo stadio Karaiskákis.

## Nazioni partecipanti
Tra parentesi, il numero di atleti partecipanti per nazione.
- Austria (9)
- Belgio (18)
- Bulgaria (19)
- Cecoslovacchia (27)
- Danimarca (8)
- Finlandia (24)
- Francia (57)
- Germania Est (60)

- Germania Ovest (16)
- Gibilterra (1)
- Grecia (24)
- Islanda (3)
- Irlanda (4)
- Italia (36)
- Jugoslavia (18)
- Liechtenstein (1)

- Lussemburgo (4)
- Malta (1)
- Norvegia (18)
- Paesi Bassi (9)
- Polonia (51)
- Portogallo (4)
- Gran Bretagna (71)

- Romania (17)
- Spagna (6)
- Svezia (29)
- Svizzera (19)
- Turchia (10)
- Ungheria (32)
- Unione Sovietica (79)

## Risultati

### Uomini
| Specialità | Oro                                                                          | Prestazione | Argento                                                                           | Prestazione | Bronzo                                                                              | Prestazione |
| Corse piane |                                                                              |             |                                                                                   |             |                                                                                     |             |
| 100 metri | Valerij Borzov Unione Sovietica                                              | 10"4        | Alain Sarteur Francia                                                             | 10"4        | Philippe Clerc Svizzera                                                             | 10"5        |
| 200 metri | Philippe Clerc Svizzera                                                      | 20"6        | Hermann Burde Germania Est                                                        | 20"9        | Zenon Nowosz Polonia                                                                | 20"9        |
| 400 metri | Jan Werner Polonia                                                           | 45"7        | Jean-Claude Nallet Francia                                                        | 45"8        | Stanisław Grędziński Polonia                                                        | 45"8        |
| 800 metri | Dieter Fromm Germania Est                                                    | 1'45"9      | Jozef Plachý Cecoslovacchia                                                       | 1'46"2      | Manfred Matuschewski Germania Est                                                   | 1'46"8      |
| 1.500 metri | John Whetton Gran Bretagna                                                   | 3'39"4      | Frank Murphy Irlanda                                                              | 3'39"5      | Henryk Szordykowski Polonia                                                         | 3'39"8      |
| 5.000 metri | Ian Stewart Gran Bretagna                                                    | 13'44"8     | Rashid Sharafetdinov Unione Sovietica                                             | 13'45"8     | Alan Blinston Gran Bretagna                                                         | 13'47"6     |
| 10.000 metri | Jürgen Haase Germania Est                                                    | 28'41"6     | Mike Tagg Gran Bretagna                                                           | 28'43"2     | Nikolay Sviridov Unione Sovietica                                                   | 28'45"8     |
| Corse a ostacoli |                                                                              |             |                                                                                   |             |                                                                                     |             |
| 110 metri ostacoli | Eddy Ottoz Italia                                                            | 13"5        | David Hemery Gran Bretagna                                                        | 13"7        | Alan Pascoe Gran Bretagna                                                           | 13"9        |
| 400 metri ostacoli | Viacheslav Skomorokhov Unione Sovietica                                      | 49"7        | John Sherwood Gran Bretagna                                                       | 50"1        | Andrew Todd Gran Bretagna                                                           | 50"3        |
| 3.000 metri siepi | Mikhail Zhelev Bulgaria                                                      | 8'25"0      | Alexandr Morozov Unione Sovietica                                                 | 8'25"6      | Vladimir Dudin Unione Sovietica                                                     | 8'26"6      |
| Prove su strada |                                                                              |             |                                                                                   |             |                                                                                     |             |
| Maratona | Ron Hill Gran Bretagna                                                       | 2h16'47"8   | Gaston Roelants Belgio                                                            | 2h17'22"2   | Jim Alder Gran Bretagna                                                             | 2h19'05"8   |
| 20 km marcia | Paul Nihill Gran Bretagna                                                    | 1h30'48"0   | Leonid Caraiosifoglu Romania                                                      | 1h31'06"4   | Nikolaj Smaga Unione Sovietica                                                      | 1h31'20"2   |
| 50 km marcia | Christoph Höhne Germania Est                                                 | 4h12'32"8   | Peter Selzer Germania Est                                                         | 4h16'09"6   | Veniamin Soldatenko Unione Sovietica                                                | 4h23'04"8   |
| Salti |                                                                              |             |                                                                                   |             |                                                                                     |             |
| Salto in alto | Valentin Gavrilov Unione Sovietica                                           | 2,17 m      | Reijo Vähälä Finlandia                                                            | 2,17 m      | Erminio Azzaro Italia                                                               | 2,17 m      |
| Salto con l'asta | Wolfgang Nordwig Germania Est                                                | 5,30 m      | Kjell Isaksson Svezia                                                             | 5,20 m      | Aldo Righi Italia                                                                   | 5,10 m      |
| Salto in lungo | Igor' Ter-Ovanesjan Unione Sovietica                                         | 8,17 m      | Lynn Davies Gran Bretagna                                                         | 8,07 m      | Tönu Lepik Unione Sovietica                                                         | 8,04 m      |
| Salto triplo | Viktor Saneev Unione Sovietica                                               | 17,34 m     | Zoltán Cziffra Ungheria                                                           | 16,85 m     | Klaus Neumann Germania Est                                                          | 16,68 m     |
| Lanci |                                                                              |             |                                                                                   |             |                                                                                     |             |
| Getto del peso | Dieter Hoffmann Germania Est                                                 | 20,12 m     | Heinz-Joachim Rothenburg Germania Est                                             | 20,05 m     | Hans-Peter Gies Germania Est                                                        | 19,78 m     |
| Lancio del disco | Hartmut Losch Germania Est                                                   | 61,82 m     | Ricky Bruch Svezia                                                                | 61,08 m     | Lothar Milde Germania Est                                                           | 59,34 m     |
| Lancio del giavellotto | Jānis Lūsis Unione Sovietica                                                 | 91,52 m     | Pauli Nevala Finlandia                                                            | 89,58 m     | Janusz Sidło Polonia                                                                | 82,90 m     |
| Lancio del martello | Anatoli Bondarchuk Unione Sovietica                                          | 74,68 m     | Romual'd Klim Unione Sovietica                                                    | 72,74 m     | Reinhard Theimer Germania Est                                                       | 72,02 m     |
| Prove multiple |                                                                              |             |                                                                                   |             |                                                                                     |             |
| Decathlon | Joachim Kirst Germania Est                                                   | 8.041 p.    | Herbert Wessel Germania Est                                                       | 7.828 p.    | Viktor Chelnokov Unione Sovietica                                                   | 7.801 p.    |
| Staffette |                                                                              |             |                                                                                   |             |                                                                                     |             |
| 4×100 metri | Francia Alain Sarteur Patrick Bourbeillon Gérard Fénouil François St.-Gilles | 38"8        | Unione Sovietica Aleksandr Lebedev Vladislav Sapeya Nikolai Ivanov Valerij Borzov | 39"3        | Cecoslovacchia Ladislav Kříž Dionys Szogedi Jiří Kynos Ludvík Bohman                | 39"5        |
| 4×400 metri | Francia Gilles Bertould Christian Nicolau Jacques Carette Jean-Claude Nallet | 3'02"3      | Unione Sovietica Yevgeniy Borisenko Boris Savchuk Yuriy Sorin Aleksandr Brachikov | 3'03"0      | Germania Ovest Horst-Rüdiger Schlöske Ingo Röper Gerhard Hennige Martin Jellinghaus | 3'03"1      |
| record mondiale; record mondiale stagionale; record europeo; record europeo stagionale; record dei campionati; record nazionale; record personale; record personale stagionale. |                                                                              |             |                                                                                   |             |                                                                                     |             |

### Donne
| Specialità | Oro                                                                       | Prestazione | Argento                                                                 | Prestazione | Bronzo                                                                     | Prestazione |
| Corse piane |                                                                           |             |                                                                         |             |                                                                            |             |
| 100 metri | Petra Vogt Germania Est                                                   | 11"6        | Wilma van den Berg Paesi Bassi                                          | 11"7        | Anita Neil Gran Bretagna                                                   | 11"8        |
| 200 metri | Petra Vogt Germania Est                                                   | 23"2        | Renate Meissner Germania Est                                            | 23"3        | Valerie Peat Gran Bretagna                                                 | 23"3        |
| 400 metri | Nicole Duclos Francia                                                     | 51"7        | Colette Besson Francia                                                  | 51"7        | Maria Sykora Austria                                                       | 53"0        |
| 800 metri | Lillian Board Gran Bretagna                                               | 2'01"4      | Annelise Damm Olesen Danimarca                                          | 2'02"6      | Vera Nikolić Jugoslavia                                                    | 2'02"6      |
| 1.500 metri | Jaroslava Jehličková Cecoslovacchia                                       | 4'10"7      | Maria Gommers Paesi Bassi                                               | 4'11"9      | Paola Pigni Italia                                                         | 4'12"0      |
| Corse a ostacoli |                                                                           |             |                                                                         |             |                                                                            |             |
| 100 metri ostacoli | Karin Balzer Germania Est                                                 | 13"3        | Bärbel Podeswa Germania Est                                             | 13"6        | Teresa Nowak Polonia                                                       | 13"7        |
| Salti |                                                                           |             |                                                                         |             |                                                                            |             |
| Salto in alto | Miloslava Rezková Cecoslovacchia                                          | 1,83 m      | Antonina Lazareva Unione Sovietica                                      | 1,83 m      | Mária Mračnová Cecoslovacchia                                              | 1,83 m      |
| Salto in lungo | Mirosława Sarna Polonia                                                   | 6,49 m      | Viorica Viscopoleanu Romania                                            | 6,45 m      | Berit Berthelsen Norvegia                                                  | 6,44 m      |
| Lanci |                                                                           |             |                                                                         |             |                                                                            |             |
| Getto del peso | Nadežda Čižova Unione Sovietica                                           | 20,43 m     | Margitta Gummel Germania Est                                            | 19,58 m     | Marita Lange Germania Est                                                  | 18,56 m     |
| Lancio del disco | Tamara Danilova Unione Sovietica                                          | 59,28 m     | Ljudmila Murav'ëva Unione Sovietica                                     | 59,24 m     | Karin Illgen Germania Est                                                  | 58,66 m     |
| Lancio del giavellotto | Angéla Németh Ungheria                                                    | 59,76 m     | Márta Vidos-Paulanyi Ungheria                                           | 58,80 m     | Valentina Evert Unione Sovietica                                           | 56,56 m     |
| Prove multiple |                                                                           |             |                                                                         |             |                                                                            |             |
| Pentathlon | Liese Prokop Austria                                                      | 5.030 p.    | Meta Antenen Svizzera                                                   | 4.793 p.    | Maria Siziakova Unione Sovietica                                           | 4.773 p.    |
| Staffette |                                                                           |             |                                                                         |             |                                                                            |             |
| 4×100 metri | Germania Est Regina Höfer Renate Meissner Bärbel Podeswa Petra Vogt       | 43"6        | Germania Ovest Bärbel Hohnle Jutta Stock Rita Jahn-Wilden Ingrid Becker | 44"0        | Gran Bretagna Anita Neil Denise Ramsden Sheila Cooper Valerie Peat         | 44"3        |
| 4×400 metri | Gran Bretagna Rosemary Stirling Patricia Lowe Janet Simpson Lillian Board | 3'30"8      | Francia Bernadette Martin Nicole Duclos Éliane Jacq Colette Besson      | 3'30"8      | Germania Ovest Christa Czekay Antje Gleichfeld Inge Eckhoff Christel Frese | 3'32"7      |
| record mondiale; record mondiale stagionale; record europeo; record europeo stagionale; record dei campionati; record nazionale; record personale; record personale stagionale. |                                                                           |             |                                                                         |             |                                                                            |             |

## Medagliere
Legenda
     Paese ospitante
| Posizione | Paese            | Oro | Argento | Bronzo | Totale |
| --------- | ---------------- | --- | ------- | ------ | ------ |
| 1         | Germania Est     | 11  | 7       | 7      | 25     |
| 2         | Unione Sovietica | 9   | 7       | 8      | 24     |
| 3         | Gran Bretagna    | 6   | 4       | 7      | 17     |
| 4         | Francia          | 3   | 4       | 0      | 7      |
| 5         | Cecoslovacchia   | 2   | 1       | 2      | 5      |
| 6         | Polonia          | 2   | 0       | 5      | 7      |
| 7         | Ungheria         | 1   | 2       | 0      | 3      |
| 8         | Svizzera         | 1   | 1       | 1      | 3      |
| 9         | Italia           | 1   | 0       | 3      | 4      |
| 10        | Austria          | 1   | 0       | 1      | 2      |
| 11        | Bulgaria         | 1   | 0       | 0      | 1      |
| 12        | Finlandia        | 0   | 2       | 0      | 2      |
| 12        | Paesi Bassi      | 0   | 2       | 0      | 2      |
| 12        | Romania          | 0   | 2       | 0      | 2      |
| 12        | Svezia           | 0   | 2       | 0      | 2      |
| 16        | Germania Ovest   | 0   | 1       | 2      | 3      |
| 17        | Belgio           | 0   | 1       | 0      | 1      |
| 17        | Danimarca        | 0   | 1       | 0      | 1      |
| 17        | Irlanda          | 0   | 1       | 0      | 1      |
| 20        | Jugoslavia       | 0   | 0       | 1      | 1      |
| 20        | Norvegia         | 0   | 0       | 1      | 1      |
| Totale    | Totale           | 38  | 38      | 38     | 114    |